# Русско-белорусское братство 2000
«РУССКО-БЕЛОРУССКОЕ БРАТСТВО 2000» (бел. «РУСКА-БЕЛАРУСКАЕ БРАТЭРСТВА 2000») — общественная организация, объединяющая белорусов и выходцев из Беларуси, проживающих в Самарской области, член Федеральной национально-культурной автономии «Белорусы России»

## История и деятельность
Самарская областная общественная организация (СООО) белорусов и выходцев из Беларуси «РУССКО-БЕЛОРУССКОЕ БРАТСТВО 2000», была зарегистрирована 27 апреля 2000 года. Имеет свои представительства в г. Кинель, г. Сызрань, г. Нефтегорск (Самарская область) и других городах Самарской области.
С 2001 года СООО «РУССКО-БЕЛОРУССКОЕ БРАТСТВО 2000» является членом Федеральной национально-культурной автономии «Белорусы России». В этом же году — представители организации участвовали в работе VIII Всеславянского съезда (г. Москва), а творческие коллективы организации — в XXVIII Международном фестивале «Белорусская музыкальная осень».
Члены организации участвуют в работе Съездов Федеральной Национальной Автономии «Беларусы России» (IV съезд Федеральной национально-культурной автономии «Белорусы России» проходил 23 апреля 2010 г.).
В 2005 году, в ходе официального визита в Самарскую область, Премьер-министр Республики Беларусь Сидорский Сергей Сергеевич встретился с белорусской диаспорой Самарской области.
Члены СООО «РУССКО-БЕЛОРУССКОЕ БРАТСТВО 2000» активно участвуют в спортивной жизни Самарского региона. В 2008 году, футбольная команда организации на первом футбольном турнире, среди национально-культурных организаций на переходящий Кубок ГУВД по Самарской области, посвященного 90-летию самарской милиции, заняла третье место .
СООО «РУССКО-БЕЛОРУССКОЕ БРАТСТВО 2000» много внимания уделяет укреплению дружбы между народами России и Беларуси. В этом направлении постоянно проводится работа, а в 2011 году были проведены торжественные мероприятия, посвященные 15-й годовщине Дня единения народов Беларуси и России.
14 сентября 2004 года СООО «РУССКО-БЕЛОРУССКОЕ БРАТСТВО 2000» присоединилась к Коллективному соглашению о взаимодействии Самарской Губернской Думы и негосударственных некоммерческих организаций в нормотворческой деятельности, а президент организации Глусская Ирина Михайловна на основании решения областного законодательного собрания стала членом Общественного совета при Самарской Губернской Думе.

Под эгидой общественной организации «РУССКО-БЕЛОРУССКОЕ БРАТСТВО 2000» с 2004 года проводятся ежегодные областные белорусские фестивали искусств «Единство» и «Беларусь — моя песня!». Коллективы художественной самодеятельности организации участвуют в областных и городских Фестивалях национальных культур. 

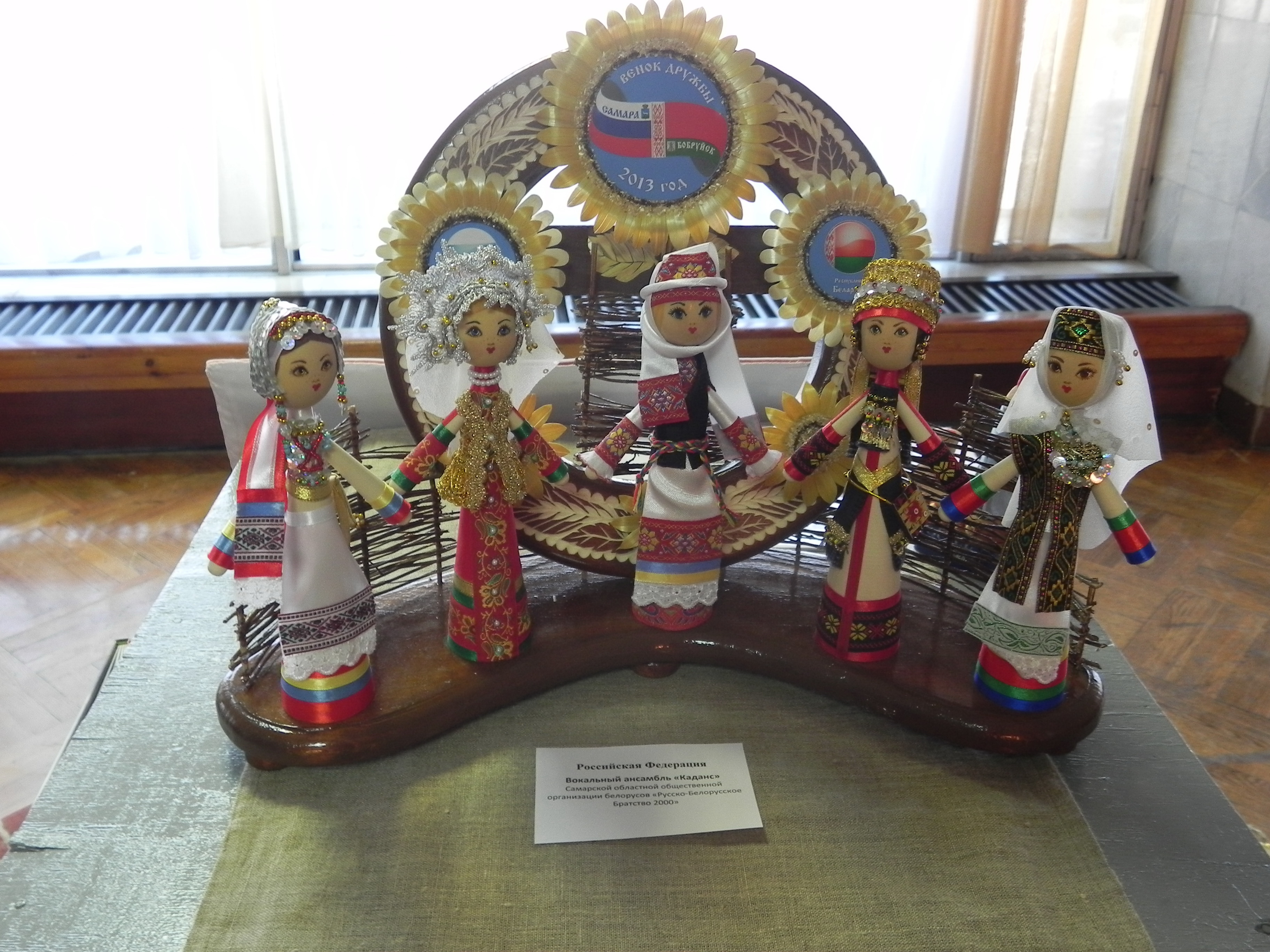
«Венок Дружбы», автор: Ирина Михайловна Глусская

Белорусский вокальный ансамбль «Каданс» Самарской областной общественной организации белорусов «РУССКО-БЕЛОРУССКОЕ БРАТСТВО 2000», принимал участие в XI Международном фестивале народного творчества «Венок дружбы», который проходил с 27 июня по 1 июля 2013 года в Бобруйске (Беларусь). В рамках фестиваля проводился конкурс «Венок, как символ фестиваля – в подарок фестивалю», по итогам которого, работа самарских белорусов - автор Глусская, Ирина Михайловна, заняла почетное первое место.
25 апреля 2014 года Самарская областная общественная организация белорусов «РУССКО-БЕЛОРУССКОЕ БРАТСТВО 2000»,  в соответствии с Положением о конкурсе «Культура» среди общественных организаций белорусских соотечественников за рубежом на лучшие достижения организации и реализации проектов по популяризации белорусской культуры в странах проживания белорусской диаспоры, была награждена Дипломом Республиканского центра национальных культури ценным подарком за значительный вклад в популяризацию белорусского культуры в Самарской области и Российской Федерации.
27 апреля 2014 года вышел первый номер общественно-популярного и литературно-художественного журнала «Адзінства»/«Единство» Самарской областной общественной организации белорусов «РУССКО-БЕЛОРУССКОЕ БРАТСТВО 2000». Издание впервые было представлено на фестивале «ПРЕССА - 2014», который проходил в Самаре 31 мая 2014 года.
Помимо культурных связей, СООО «РУССКО-БЕЛОРУССКОЕ БРАТСТВО 2000» является официальным представителем Союзного государства в Самаре в сфере торговли. В Самаре открыты магазины белорусской продукции. В планах организации — открытие культурно-делового центра «Самара-Беларусь», который призван помочь установить взаимовыгодное сотрудничество между Самарской областью и Республикой Беларусь. Этому будет способствовать и Соглашение о развитии партнерских отношений между СООО «РУССКО-БЕЛОРУССКОЕ БРАТСТВО 2000» и Заводским районом города Минска, которое было подписано 2 июля 2014 года.
В сентябре 2023 года творческая делегация Самарской областной общественной организации белорусов и выходцев из Беларуси «РУССКО-БЕЛОРУССКОЕ БРАТСТВО 2000» (руководитель Глусская, Ирина Михайловна) приняла участие в IV ФЕСТИВАЛЕ ИСКУССТВ БЕЛОРУСОВ МИРА, который проходил с 19 по 24 сентября 2023 года в Минске и регионах Республики Беларусь.

## Основные цели
- содействие развитию дружественных и деловых контактов между Самарой и Республикой Беларусь в сфере культуры, образования, науки, спорта, средств массовой информации;
- привлечение к Самаре внимания белорусской общественности, предприятий и органов власти;
- возрождение и развитие культуры и языка белорусского народа, сохранение его самобытности, традиций, обрядов и обычаев белорусов;
- содействие решению проблем национального развития и межнациональных отношений.

## Награды
За значительный вклад в развитие белорусской культуры в Российской Федерации и активную работу с национальными диаспорами в Самарской области, организация «РУССКО-БЕЛОРУССКОЕ БРАТСТВО 2000», неоднократно награждалась:
- Почётная Грамота Республиканского центра национальных культур за популяризацию белорусской культуры, сохранение истории и традиций белорусского народа (конкурс «Культура-2022») – приказ директора РЦНК №5 от 3 апреля 2023 года[13];
- Диплом Республиканского центра национальных культур за популяризацию белорусской культуры, сохранение истории и традиций белорусского народа (конкурс «Культура-2021») – приказ директора РЦНК №4 от 10 марта 2022 года[14];
- Диплом Республиканского центра национальных культур за популяризацию белорусской культуры, сохранение истории и традиций белорусского народа (конкурс «Культура-2020») – приказ директора РЦНК №7 от 14 апреля 2021 года[15];
- Благодарность от государственного казённого учреждения Самарской области «Дом дружбы народов» - 2016 год;
- Благодарность от Главы Советского района городского округа Самара - май 2016 год;
- Почётная грамота от Главы г.о. Самара и Думы городского округа Самара - сентябрь 2015 год;
- Благодарность от Посольства Республики Беларусь в РФ - август 2015 год;
- Благодарственное письмо Думы городского округа Самара - За значительный вклад в возрождение, развитие и сохранение белорусской национальной культуры, укрепление межнациональных отношений и в честь 15-летия образования организации - Решение Совета Думы городского округа Самара №156 от 07.07.2015 г.
- Диплом Государственного учреждения «Республиканский центр национальных культур» Беларуси - 25 апреля 2014 года;
- Диплом V фестиваля библиотек в г. Новокуйбышевске, Самарская область - 2012 г.;
- Благодарность от губернатора Самарской области, Благодарность от Государственного казенного учреждения Самарской области «Дом дружбы народов», Диплом от Самарской Губернской Думы, Почетная грамота Совета Министров Республики Беларусь, Благодарность от отделения Посольства Республики Беларусь в Российской Федерации в г. Уфа, Почетная грамота министерства культуры Самарской области, Благодарность от Думы городского округа Самара - 2010 г.;
- Диплом от Администрации города Самара - 2009 г.;
- Почетная грамота от Министерства культуры Республики Беларусь, Диплом лауреата Международного фестиваля "Чешская сказка — «Праздник весны», Диплом Фольклорного фестиваля в г. Москва - 2008 г.;
- Диплом от Самарской губернской Думы и Благодарность от Посольства Республики Беларусь в Российской Федерации - 2005 г.;
- Грамота и Диплом от министерства культуры Самарской области - 2003—2004 гг.;
- Признательность Посольства Республики Беларусь в Российской Федерации[16] и Грамота от Белорусской государственной филармонии - 2001 г.;

Кроме этого, результаты деятельности организации отмечены Дипломом «Ассамблеи народов России» и Благодарственным письмом Министерства культуры Республики Беларусь.

## Руководство
- Президент — Глусская, Ирина Михайловна;
- Вице-президент — Патанейка Александр Анатольевич
- Директор — Кирилюк Андрей Александрович

## Публикации в СМИ
- Ирина Глусская: «Белорусы Самарской области помнят свою малую родину» — газета «Самарское обозрение», №28 от 22.08.2022.
- «Дажынкi» в самарском исполнении — газета «Самарская газета».
- Прывітальная песня беларусаў Самары — газета «Літаратура і мастацтва».
- Отметили по-братски — газета «Самарская газета».
- Беларусь - моя песня — газета «Самарские известия».
- Лучшая песня последнему снопу — газета «Беларусь сегодня».
- Танк на самарской земле — «Российская газета — Союз. Беларусь-Россия»
- Белая Русь на самарской земле — Еженедельник «Репортер»